# Trehörningsjö
Trehörningsjö – miejscowość (småort) w Szwecji w gminie Örnsköldsvik w regionie Västernorrland. Około 189 mieszkańców.